# Động đất Qeshm 2005
Động đất Qeshm 2005 (tiếng Ba Tư: زمین‌لرزه ۱۳۸۴ قشم) là trận động đất xảy ra vào lúc 13:52 (IRST), ngày 27 tháng 11 năm 2005. Trận động đất có cường độ 5,9 Mw, tâm chấn độ sâu khoảng 10 km. Trận động đất đã làm 13 người chết, 100 người bị thương.